# 三フッ化ヒ素
三フッ化ヒ素（さんフッかヒそ、英: arsenic trifluoride）はヒ素のフッ化物で、化学式AsF3で表される無機化合物。無色の液体で、水と容易に反応する。半導体の製造などに使われる。

## 生成、性質
フッ化水素と三酸化二ヒ素の反応により生成される。
{\displaystyle {\ce {6HF\ + As2O3 ->2AsF3\ + 3H2O}}}
分子構造は三角錐形で、気体の状態では、ヒ素とフッ素の間の結合距離は170.6pm、結合角は96.2°となっている。
非金属塩化物のフッ素化に使われるが、三フッ化アンチモンに比較すると反応性は劣る。
四フッ化ヒ素セシウム({\displaystyle {\ce {Cs2AsF4}}})など、{\displaystyle {\ce {AsF4^-}}}の陰イオンを含む塩を生成する。
フッ化カリウムとの反応により、七フッ化二ヒ素カリウムを生成する。これは {\displaystyle {\ce {AsF3}}}分子と{\displaystyle {\ce {AsF4^-}}}陰イオンとの相互作用を表す。
{\displaystyle {\ce {KF\ + 2AsF3 -> KAs2F7}}}
{\displaystyle {\ce {AsF2^+}}} と {\displaystyle {\ce {SbF6^-}}} により五フッ化アンチモン({\displaystyle {\ce {SbF5}}})を生成する。

## 安全性
日本の毒物及び劇物取締法では毒物に該当し、発癌性がある。